# Endo (entreprise)
Pour les articles homonymes, voir Endo.
 (septembre 2014).
Si vous disposez d'ouvrages ou d'articles de référence ou si vous connaissez des sites web de qualité traitant du thème abordé ici, merci de compléter l'article en donnant les références utiles à sa vérifiabilité et en les liant à la section « Notes et références ».
Endo International Plc est une entreprise pharmaceutique américaine. Elle est issue de la scission d'une joint-venture entre DuPont et Merck en 1997. Elle est notamment présent dans les antalgiques.

## Activité
- Produits pharmaceutiques de marque :  Lidoderm, OPANA ER, Voltaren Gel, Percocet, Fortesta Gel, Testim, TESTOPEL, Aveed, Supprelin LA et XIAFLEX.

- Produits pharmaceutiques génériques américains sans marque :  comprimés, capsules, poudres, injectables, liquides, vaporisateurs nasaux, produits ophtalmiques et timbres.
- Produits génériques.

## Histoire
Endo a été fondée en 1920 sous le nom d'Intravenous Products Company of America Inc. , puis sous le nom d'Endo Products Inc. en 1935. Dès 1916, cette pharmacie, familiale, s'est spécialisée dans la fabrication de solutions médicamenteuses injectables, régularisée sous le nom d'Endo Injections Solutions en 1926.
En 1969, Endo fut acquise par la société Dupont dont elle devient officiellement le département pharmaceutique en 1983.
En 1994, le département pharmacie de Dupont reprend son nom d'origine, puis son indépendance en 1997.
Endo a fusionné avec Algos Pharmaceutical en 2000. Endo a ensuite acquis Indevus Pharmaceuticals en 2009. 
En novembre 2013, Endo acquiert Paladin Labs pour environ 1,6 milliard de dollars.
En septembre 2014, Endo annonce l'acquisition d'Auxilium Pharma pour environ 2,2 milliards de dollars.
En mars 2015, Boston Scientific acquiert l'activité d'urologie masculine d'Endo pour 1,65 milliard de dollars. Le même mois, Endo lance une offre d'acquisition sur Salix Pharmaceuticals de 11 milliards de dollars, surenchérissant sur l'offre de 10 milliards de dollars de Valeant Pharmaceuticals. Elle a finalement renoncé à cette acquisition.
En mai 2015, Endo lance une offre d'acquisition sur Par Pharmaceutical pour 8 milliards de dollars, dettes incluses.

## Principaux actionnaires
Au 26 septembre 2021:
| The Vanguard Group                                 | 10,7% |
| TPG Group Holdings (SBS) Advisors                  | 9,49% |
| Paulson & Co.                                      | 7,85% |
| Renaissance Technologies                           | 7,54% |
| Capital Research & Management                      | 5,27% |
| State Street Global Advisors (en) Funds Management | 3,53% |
| Fidelity Management & Research                     | 3,24% |
| BlackRock Fund Advisors                            | 2,77% |
| OrbiMed (en) Advisors Private Equity               | 2,64% |
| Glenview Capital Management (en)                   | 2,30% |